# Neumonectomía
La neumonectomía consiste en la extirpación quirúrgica total o parcial de uno o ambos pulmones. 
La neumonectomía parcial, también conocida como lobectomía pulmonar, consiste en la extirpación de una sección pulmonar (lóbulo).
La neumonectomía se practica casi siempre como tratamiento del cáncer de pulmón, aunque puede ser necesaria una lobectomía en algunos casos de tuberculosis, bronquiectasias o absceso pulmonar.

## Indicaciones
La cirugía pulmonar se puede recomendar para las siguientes enfermedades:
- Cáncer de pulmón.
- Otros tumores como el nódulo pulmonar solitario.
- Pequeñas áreas de infección crónica (tuberculosis pulmonar)
- Absceso pulmonar: sacos de infección
- Bronquiectasias: vías respiratorias permanentemente agrandadas o dilatadas
- Enfisema lobar: es una sección del pulmón permanentemente dilatada
- Atelectasia: es tejido pulmonar colapsado permanentemente
- Neumotórax: es la presencia de aire en el espacio interpleural, que origina desplazamiento o colapsado pulmonar.
- Hemotórax: es la presencia de sangre en el espacio interpleural, que origina desplazamiento o colapsado pulmonar.

## Técnica quirúrgica
Mientras el paciente se encuentra dormido y libre de dolor, bajo el efecto de la anestesia, se hace una incisión entre las costillas para exponer el pulmón. Se examina la cavidad torácica y se extrae el tejido pulmonar enfermo.
Este examen se puede hacer directamente (toracotomía) o con la ayuda de una cámara (toracoscopia). Luego se inserta un tubo de drenaje, tubo torácico, para drenar aire, líquido y sangre fuera de la cavidad torácica. Finalmente se sutura la herida.

### Riesgos
Los riesgos que implica cualquier procedimiento con anestesia son:
- Reacciones a medicamentos
- Problemas respiratorios

Los riesgos que implica cualquier cirugía son:
- Sangrado
- Infección

Los riesgos adicionales de la cirugía pulmonar son:
- Coágulos sanguíneos
- Neumonía

### Convalecencia

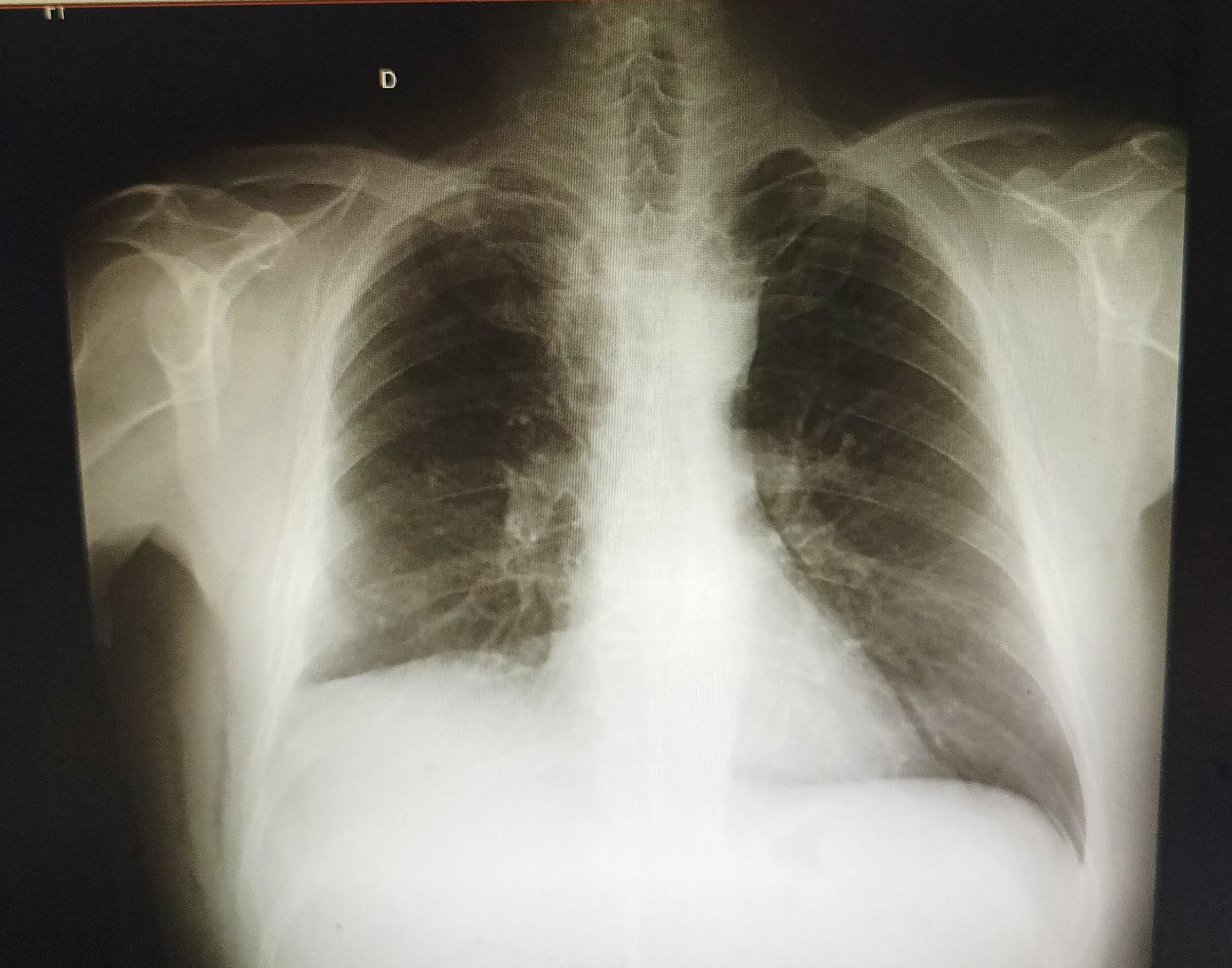
Rx de neumonectomía o lobectomía en pulmón derecho

La hospitalización dura usualmente de 7 a 10 días. La respiración profunda es importante para ayudar a prevenir una neumonía, infecciones y lograr la reexpansión del pulmón. La sonda torácica permanece en posición hasta que el pulmón se haya expandido completamente.
El dolor se controla con medicamentos y el paciente se recupera en un lapso de tiempo variable dependiendo de la enfermedad y del tipo de intervención.

## Pronóstico
Los resultados dependen del tipo y gravedad del problema, pero muchos pacientes se recuperan muy bien.